# Municipio de Union (condado de Ouachita)
El municipio de Union (en inglés: Union Township) es un municipio ubicado en el condado de Ouachita en el estado estadounidense de Arkansas. En el año 2010 tenía una población de 1385 habitantes y una densidad poblacional de 35,5 personas por km².

## Geografía
El municipio de Union se encuentra ubicado en las coordenadas 33°45′12″N 92°36′43″O / 33.75333, -92.61194. Según la Oficina del Censo de los Estados Unidos, el municipio tiene una superficie total de 39.01 km², de la cual 39,01 km² corresponden a tierra firme y (0 %) 0 km² es agua.

## Demografía
Según el censo de 2010, había 1385 personas residiendo en el municipio de Union. La densidad de población era de 35,5 hab./km². De los 1385 habitantes, el municipio de Union estaba compuesto por el 56,97 % blancos, el 37,26 % eran afroamericanos, el 0,29 % eran amerindios, el 0,14 % eran asiáticos, el 2,6 % eran de otras razas y el 2,74 % eran de una mezcla de razas. Del total de la población el 4,12 % eran hispanos o latinos de cualquier raza.